# Joanna Węgrzynowska
Joanna Ewa Węgrzynowska-Cybińska (ur. 29 listopada 1971 w Gdańsku) – polska aktorka musicalowa, filmowa i dubbingowa. Reżyserka w studiach dubbingowych SDI Media i Start International.
Jest żoną aktora Krzysztofa Cybińskiego. Ma dwoje dzieci, Kacpra i Olgę (ur. 2009).

## Role teatralne
Teatr Muzyczny Proscenium
- Miss Lynch w Grease (2023–2024), reż. Antoniusz Dietzius

Teatr Kamienica w Warszawie
- Maryla Cuthbert w Ania z zielonego wzgórza (2020), reż. Karol Stępkowski

Teatr Rampa:
- Musicalove (2016)

Teatr Bajka w Warszawie:
- Królowa w Królu Bólu (2007), reż. K. Stepkowski

Teatr Komedia w Warszawie:
- Rose w Stepping Out (2006), reż. Krzysztof Jasiński
- Marta w Tajemniczym ogrodzie (1999), reż. J. Szydłowski
- Serena w Fame (1998), reż. Wojciech Kępczyński

Teatr Syrena w Warszawie:
- Astoria w Tango Operita (2006), reż. Jarosław Staniek

Teatr Muzyczny „Roma” w Warszawie:
- Grizabella w musicalu Koty (2004), reż. Wojciech Kępczyński (2004)
- Ellen w Miss Saigon (2001), reż. Wojciech Kępczyński (2001)
- Polly Baker w Crazy for You (1999), reż. Wojciech Kępczyński (1999)
- Olga w Wesołej wdówce (1999), reż. Tadeusz Wiśniewski

Teatr Staromiejski w Warszawie:
- Diana w Ani z Zielonego Wzgórza (2000), reż. Marek Obertyn

Teatr Powszechny w Radomiu:
- Serena w Fame (1997), reż. W. Kępczyński
- Kopciuszek w La cenerentola (1997), reż. W. Kępczyński
- Elianta w Mizantropie (1996), reż. J. Maciejowski

Teatr Muzyczny w Gdyni:
- Luiza w The Fanatics (1995/1996), reż. Marcel Kochańczyk
- Me... and Mój Teatr (1996), reż. J. Gruza
- Ciocia Emilia w Czarodzieju z Krainy Oz (1996), reż. Dariusz Miłkowski
- Miriam w Happy End (1996), reż. Marek Sikora
- Helenka w Kadrylu na obie nogi (1995), reż. Henryk Rozen
- Królewna w Cieniu (1994), reż. M. Wojtyszko
- Piaf (1994), reż. A. Dutkiewicz
- Klarysa, Podstolina w Fircyku w zalotach (1994), reż. H. Rozen
- Chawa w Skrzypku na dachu (1994), reż. J. Gruza, J. Szurmiej
- Królewna w Cieniu (1994), reż. M. Wojtyszko
- Eponina w Les Misérables (1993), reż. J. Gruza
- Girlsa w Kabarecie (1993), reż J. Stuhr
- Margarita w West Side Story (1992), reż. Tomasz A. Dutkiewicz
- Oliver! (1992), reż. J. Gruza
- Opera za trzy grosze (1992), reż. J. Gruza

## Filmografia
- 1999, 2001: Klan:
  - pracownica salonu sukien ślubnych Anny Surmacz
  - sekretarka Krzysztofa Malickiego
- 2002–2007: Samo życie:
  - Beata Marianna Potapowicz,
  - charakteryzatorka w programie Kuba Wojewódzki
- 2003, 2005: M jak miłość – role epizodyczne
- 2005: Kryminalni – Anna Wolak
- 2007: Pogoda na piątek
- 2008: Stygmatyczka (Scena Faktu Teatru Telewizji) – lekarka
- 2008–2009: 39 i pół – Joanna
- 2009: Niania – członkini chóru
- 2010: Na dobre i na złe – Regina Zawadzka
- 2011: Usta usta – kobieta w supermarkecie w wizji Adama
- 2012: Ojciec Mateusz – kierowniczka przytułku

## Reżyseria dubbingu
- 1964: Mary Poppins (fragment)
- 1975: Walentynka dla Charliego Browna (druga wersja dubbingu)
- 1988: Hrabia Kaczula (odc. 1-65)
- 1999: Sonic Underground (odc. 19-26)
- 2002: Kim Kolwiek (odc. 66-92)
- 2002: Kadet Kelly
- 2004: Wirtualny ideał
- 2004: Opowieści z Kręciołkowa (20 odcinków)
- 2004: Brenda i pan Whiskers (4 odcinki)
- 2005: Klaun Kiri
- 2005: Amerykański smok Jake Long (4 odcinki)
- 2006: Wspaniałe zwierzaki
- 2006: Szczypta magii
- 2007: Księżniczki Disneya: Czarodziejskie opowieści
- 2007: Barbie i magia tęczy
- 2007: Bakugan: Młodzi wojownicy
- 2007: Moi przyjaciele – Tygrys i Kubuś (odc. 27-65)
- 2008: Niezwykła piątka na tropie
- 2008: Dzwoneczek
- 2008: Niezwykłe przygody wróżek
- 2008: My Little Pony: Poznajcie kucyki
- 2009: Przygody z muzyką: Instrumenty muzyczne
- 2009: Program ochrony księżniczek
- 2009: Dzwoneczek i zaginiony skarb
- 2009: Kaczor Donald przedstawia
- 2009: My Little Pony: Gwiazdka spełnionych życzeń
- 2009: Imaginext
- 2009: Przystanek dżungla
- 2009: Grufołak
- 2010: Pound Puppies: Psia paczka (odc. 27-65)
- 2010: Ja w kapeli
- 2010: Dzwoneczek i uczynne wróżki
- 2010: Zwyczajny serial (odc. 177-261)
- 2011: Ballada o Nessie
- 2011: Wielkie zawody w Przystani Elfów
- 2011: Dziecko Grufołaka
- 2011: Kubuś i przyjaciele
- 2011: Kubusiowe przygódki
- 2011: Kubusiowe opowieści o przyjaźni
- 2011: Mali agenci 4D: Wyścig z czasem
- 2011: Jake i piraci z Nibylandii
- 2011: Z kopyta (5 odcinków)
- 2012: Miś Muki
- 2012: Ul
- 2012: Dzwoneczek i sekret magicznych skrzydeł
- 2012: Art Attack
- 2012: Księżniczki Disneya: Królewska ceremonia
- 2012: Jej Wysokość Zosia: Była sobie księżniczka
- 2012: Littlest Pet Shop (odc. 27-104)
- 2012: Lato w mieście
- 2012: Miejsce na miotle
- 2012: Austin i Ally
- 2013: Violetta
- 2013: Jej Wysokość Zosia
- 2013: Zack i Kwak
- 2013: My Little Pony: Equestria Girls
- 2013: Jej Wysokość Zosia: Pałac na wodzie
- 2013: Wróżki Disneya – Konkurs wypieków w Przystani Elfów
- 2013: Astro-małpy (odc. 27-52)
- 2014: My Little Pony: Przyjaźń to magia (serie 4-9)
- 2014: My Little Pony: Equestria Girls: Rainbow Rocks
- 2014: Dzwoneczek i tajemnica piratów
- 2014: Blog kulinarny Angie
- 2014: Małe czarodziejki
- 2014: Violetta: Koncert
- 2014: Zaplikowani
- 2014: Lepszy model
- 2015: Dzwoneczek i bestia z Nibylandii
- 2015: Alex i spółka
- 2015: My Little Pony: Equestria Girls: Igrzyska Przyjaźni
- 2015: Między nami, misiami
- 2015: Shimmer i Shine
- 2015: Poradnik zakręconego gracza
- 2015: Zwyczajny film
- 2015: Miles z przyszłości (odc. 53-54, 65)
- 2015: Moja niewidzialna siostra
- 2015: Pidżamersi
- 2015: Kroniki rodziny królewskiej
- 2015: Totalna Porażka: Wariacki wyścig (odc. 6-21)
- 2015: Transformers: Robots in Disguise (odc. 51-52)
- 2015: Violetta: Podróż
- 2016: Monster Trucks
- 2016: My Little Pony: Equestria Girls: Legenda Everfree
- 2016: Alex i spółka: Jak dorosnąć pod okiem rodziców
- 2016: Rodzinka od środka (odc. 49-50, 54-58)
- 2016: Elena z Avaloru
- 2016: Elena i sekret Avaloru
- 2016: Soy Luna
- 2016: Tini: Nowe życie Violetty
- 2017: Bardzo zły lis i inne opowieści
- 2017: Dziecko do rąk własnych
- 2017: Ocalić święta
- 2017: Sylvanian Families
- 2017: OK K.O.! Po prostu walcz
- 2017: My Little Pony: Equestria Girls
- 2017: My Little Pony: Equestria Girls – Better Together
- 2017: My Little Pony: Film
- 2017: Coco
- 2018: Rampage: Dzika furia
- 2018: Littlest Pet Shop: Nasz własny świat
- 2018: Jabłko i Szczypior
- 2018: Mowgli: Legenda dżungli
- 2018: Barbie Dreamhouse Adventures (odc. 1-8)
- 2018: Bakugan: Battle Planet (odc. 1-52)
- 2018: Penny z M.A.R.Sa
- 2019: Karolek z Naklejkowa
- 2019: Abby Hatcher
- 2019: Super Rakieta
- 2019: Gigantozaur
- 2019: AwanturNick
- 2019: Kim Kolwiek
- 2019: Zakochany kundel
- 2019: Dora i Miasto Złota
- 2019: Bia
- 2020: My Little Pony: Pony Life
- 2020: Doktor Dolittle
- 2020: Między nami, misiami: Film
- 2020: SpongeBob Film: Na ratunek
- 2020: Sonic. Szybki jak błyskawica
- 2021: Opowiadania z piaskownicy
- 2021: Dwóch ojców
- 2021: Flora i Ulisses

## Polski dubbing
- 1950: Kopciuszek – Suzy
- 1957: Noddy w Toyland – Tessie Bear / Dianah Doll
- 1964: Mary Poppins – Mary Poppins
- 1981: Lis i Pies – Lisica
- 1983: Dookoła świata z Willym Foggiem – Romy
- 1983: Kaczor Daffy: Fantastyczna wyspa – Prisy
- 1986: Amerykańska opowieść – Nelly
- 1987: Nastolatki z Beverly Hills – Larke
- 1989–1992: Karmelowy obóz – Chłopiec
- 1990–1993: Zwariowane melodie – Mysz
- 1991–1999: Doug Zabawny – Judy
- 1991: Amerykańska opowieść. Fievel jedzie na Zachód – Nelly
- 1991: Przygody Syrenki
- 1992: W 80 marzeń dookoła świata
- 1992: Tęczowe rybki
- 1993: Miasteczko Halloween – Sally
- 1994: Władca ksiąg
- 1997–2000: Pepper Ann – Vanessa
- 1997–2001: Teletubisie – Po
- 1998–2001: Dzika rodzinka (serial) – Debby
- 1999: Amerykańska opowieść. Tajemnica potwora z Manhattanu – Nelly
- 1999: Atlantyda: Prawdziwa Legenda –
- Królowa Marin,
- Delph
- 1999–2001: Batman przyszłości
- 1999–2004: Świat Elmo
- 2000: Pełzaki w Paryżu – Didi
- 2000: Królowie i królowe – Królowa Gili-Gili
- 2000: Nowe szaty króla
- 2000: Amerykańska opowieść. Skarb wyspy Manhattan – Nelly
- 2001: Elmo i magia gotowania – Czarownica
- 2001: Ach, ten Andy! – Anthony
- 2001: Mroczne przygody Billy’ego i Mandy
- 2001: Rodzina Rabatków
- 2001: Przygody Timmy’ego – Viki
- 2002: Dzika rodzinka (film) – Debby
- 2002: Stuart Malutki 2 – Margalo
- 2002–2005: Co nowego u Scooby’ego? – Verona Dempsey
- 2002-2013: Maks i Ruby –
  - Maciek (odc. 29c, 40b),
  - Waleria (odc. 30c, 33c, 36ab, 37c, 38b, 39b, 40c, 47b, 48b, 49a, 52b),
  - Marta (jedna kwestia w odc. 37c)
- 2002: Kredonia – Mildred
- 2002: Kryptonim: Klan na drzewie
- 2002: Bawmy się, Sezamku – Rosita
- 2002–2004: Fillmore na tropie – Ferni Ni
- 2003: Zapłata – Dr Rachel Portel
- 2003: Księga dżungli 2
- 2003: Scooby Doo i meksykański potwór
- 2003: Pełzaki szaleją – Debby
- 2003–2004: Megas XLR – Kometa (odc. 14)
- 2003–2005: Młodzi Tytani – Żądło
- 2004: Ruchomy zamek Hauru – Lettie
- 2004: Klub Winx – Czarodziejka
- 2004: Drake i Josh – Doktor Phyllis (odc.37)
- 2004: Shrek 2
- 2004: Baśniowy świat 5 – wykonanie piosenki „Pisankowy świat”
- 2004: Thunderbirds – Lady Penelope
- 2004: Atomowa Betty – Juniorka #1
- 2004: Dom dla Zmyślonych Przyjaciół pani Foster
- 2004: Mickey: Bardziej bajkowe święta – Dziewczyna młodego Goofy’ego
- 2004: Pamiętnik księżniczki 2: Królewskie zaręczyny
- 2004: Iniemamocni
- 2004: Rybki z ferajny
- 2004: Płaskmania
- 2004: 6 w pracy
- 2004: Scooby Doo i potwór z Loch Ness
- 2004: Mulan II – Mei; wykonanie piosenki: „Taka jak inne pragnę być”
- 2004: Barbie jako księżniczka i żebraczka – Dziewczyna
- 2004: Wymiar Delta – Claire Donally
- 2004–2006: Liga Sprawiedliwych bez granic
- 2005: Ufolągi – Melba Manners
- 2005: Transformerzy: Cybertron – Profesor Suzuki
- 2005: Mój partner z sali gimnastycznej jest małpą – Lupe
- 2005: Lars i mały niedźwiadek – Leming / Wykonanie piosenek
- 2005: Mokra bajeczka – wykonanie piosenek
- 2005: Karol. Człowiek, który został papieżem
- 2005: Zebra z klasą – Klacz Sandy
- 2005: Nowe szaty króla 2 – wykonanie piosenek
- 2005: Titeuf
- 2005: Obcy z głębin – Dijanna Figuroa
- 2005: Tarzan 2: Początek legendy – wykonanie piosenek
- 2005: Kurczak Mały
- 2005: Spotkania z Noddym – Tabby Bear / Dianah Doll
- 2005: Najwspanialsze historie z kart Biblii – Margo
- 2005: Trollz – Szafira
- 2005: Ben 10 – Joan (odc. 35)
- 2005: B-Daman – Kappa / Mysz
- 2005: Kubuś i Hefalumpy – wykonanie piosenek
- 2005: Mali Einsteini – Annie
- 2005: Opowieści zajączka wielkanocnego – Sierota #1
- 2005: Przygody Timmy’ego – Vicky
- 2005: Amerykański smok Jake Long – Rose
- 2005: Maggie Brzęczymucha – Pani Wingstone
- 2005: Fifi – Fifi
- 2005: Magiczna karuzela – Flora
- 2005: Barbie i magia pegaza – Rayla, Królowa Obłoków
- 2006: Happy Feet: Tupot małych stóp – Gloria
- 2006: Bambi II – Mama Tuptusia
- 2006: Pamiętniki Barbie
- 2006: Skok przez płot
- 2006: Sezon na misia – Beth
- 2006: Brzydkie kaczątko i ja – Peep Olga
- 2006: Na psa urok – Gwen
- 2006: Scooby Doo!: Ahoj piraci!
- 2006: Błękitny smok – wykonanie piosenek
- 2006: Barbie i 12 tańczących księżniczek – Deplhina
- 2006: Karol. Papież, który pozostał człowiekiem
- 2006: Karol do kwadratu – Doktor Porażka
- 2006: Opowieści z Kręciołkowa – Kuba
- 2006: Klasa 3000
- 2006: High School Musical
- 2006: Ōban Star Racers – Para-Dice
- 2006: Straszny dom – Zee
- 2006: Kapitan Flamingo – Lizbeth
- 2006: Po rozum do mrówek – Doreen Nickle
- 2006: Pajęczyna Charlotty
- 2006: Garfield 2 – Przewodniczka Meenie
- 2006: H2O – wystarczy kropla – Doktor Denman
- 2006: Power Rangers: Mistyczna moc – Udonna / Biały Mistyczny Ranger
- 2006: Hannah Montana – Epizody
- 2006: Kacper: Szkoła postrachu – Historyczka
- 2006: Zdjęciaki – Gracja
- 2006: Złota Rączka – Kelly
- 2006: Szczypta magii – Nauczycielka Toma
- 2006: Heroes of Might and Magic V: Kuźnia Przeznaczenia – Izabela
- 2007: Shrek Trzeci – Kopciuszek
- 2007: Magiczne przygody misia Ruperta – Raggety
- 2007: Rodzinka Robinsonów – Recepcjonistka / Druhna #2
- 2007: High School Musical 2
- 2007: Barbie i magia tęczy – Delfina
- 2007: Kudłaty zaprzęg – Molly
- 2007: Truskawkowe Ciastko – Kremówka
- 2007: KopciuchElmo – Macocha
- 2007: Święta i Elmo – Rosita / Kolędnicy
- 2007: Śniegusie – Rysio / Wykonanie piosenek
- 2007–2008: Zajączkowo – śpiew piosenek
- 2007: Smyki – Judy
- 2007: George prosto z drzewa – Urszula
- 2007: Lucky Luke na Dzikim Zachodzie − Molly / Wykonanie piosenki
- 2007: Klub Winx – tajemnica zaginionego królestwa − Stella
- 2007: Bakugan: Młodzi wojownicy – Baku-komp
- 2008: Asterix na olimpiadzie – Adriana
- 2008: Barbie Mariposa − Hena
- 2008: Barbie i diamentowy pałac – Alexa
- 2008: Mów mi Dave
- 2008: Sezon na misia 2 − Beth
- 2008: Barbie w Wigilijnej Opowieści – Catharine
- 2008: Dzielny Despero – Królowa
- 2008: Heroes of Might and Magic V: Dzikie hordy – Izabela
- 2008–2015: Pingwiny z Madagaskaru – Alice
- 2009: Hotel dla psów – Carol
- 2009: Kajtuś – Kajtuś
- 2009: Kryptonim: Klan na drzewie – Marta
- 2009: Pełzaki – Didi
- 2009: Dragon Age: Początek
- 2009: Przystanek dżungla – Klara
- 2009: Zgaduj z Jessem – Mini
- 2009: Roztańczona Angelina: Nowe kroki – Mama
- 2010: Percy Jackson i bogowie olimpijscy: Złodziej pioruna – Atena
- 2010: Nasza niania jest agentem – Gillian
- 2010: Dalej, Diego!
- 2010: True Jackson
- 2010: Kick Strach się bać
- 2010: Mass Effect 2 – Aria T'Loak
- 2010: Safari 3D – Bonnie
- 2010: Zakochany wilczek
- 2011: Cziłała z Beverly Hills 2 – komentator żeński
- 2011: Matki w mackach Marsa
- 2011: Rango
- 2011: My Little Pony: Przyjaźń to magia – Twilight Sparkle (wersja z płyty DVD)
- 2011: Wiedźmin 2: Zabójcy królów – Madame Karoll
- 2011: Planeta Sheena – OomLout
- 2011: Might & Magic Heroes VI – Anastazja
- 2012: Klub Winx – Odcinki specjalne – Darcy (niektóre sceny)
- 2012: Maks i Ruby – Waleria
- 2012: Paranorman – mama Normana
- 2012: Merida Waleczna – Maudie
- 2012: Austin i Ally
- 2012: My Little Pony: Przyjaźń to magia –
  - Matka Rarity,
  - Królowa Chrysalis
- od 2013: Grzmotomocni – Barb
- 2013: Might and Magic: Heroes VI – Shades of Darkness – Ludmiła
- 2013: Astro-małpy
- 2013: Violetta
- 2014: My Little Pony: Przyjaźń to magia –
  - Aura,
  - śpiewaczka operowa,
  - Helia,
  - jedna z cheerleaderek,
  - Burmistrzyni,
  - Aloe,
  - Sunshower,
  - Muffins (Derpy),
  - różne głosy,
  - gwary
- 2015: Miraculum: Biedronka i Czarny Kot – pani Caline Bustier
- 2015: Lwia Straż – Nala[2]
- 2018: Spider-Man Uniwersum – May Parker

## Dyskografia
- „Tańczące Eurydyki” – piosenki S. Krajewskiego i A. German
- „Fame” – piosenki ze spektaklu (1998)
- „Crazy For you” – solowy utwór (1999)
- „Feta” – płyta autorska Hadriana Filipa Tabęckiego (1998)
- „45x Brassens” – (2004)
- Nagranie piosenki tytułowej do serialu: „Dziupla Cezara” (2004)
- Nagranie piosenki „Hiva Oa” do widowiska telewizyjnego „Wyspa Brel” (2004)
- Zapis koncertu galowego (2004)

## Osiągnięcia
- 1994 – nagroda Prezydenta Miasta Gdyni dla obiecujących młodych aktorów
- 1998 – pierwsza nagroda na Przeglądzie Piosenki Francuskiej im. G. Brassensa w Warszawie
- 2004 – Finalistka na XXV Przeglądzie Piosenki Aktorskiej we Wrocławiu
- 2004 – Nagroda Radia Zachód na Festiwalu Piosenek Anny German w Zielonej Górze